# Östergötlands runinskrifter Fv1943;317B
Östergötlands runinskrifter Fv1943;317B är en runristad gravhäll, en lockhäll som tillhört en Eskilstunakista. Hällen hittades på 1940-talet, vid utgrävning av Sankta Ingrids kloster i Skänninge. Idag (2009) förvaras den tillsammans med ett par andra gravhällar i stadens rådhus. Materialet är kalksten. Hällen har varit sönder i tre delar men är ihopfogad.
Utmed kanterna löper skriftband med ornamentalt sammanflätade ändar. Runorna är förhållandevis stora (14–17 cm).

## Translitterering
I translittererad form lyder inskriften:
harani : lakþi : ufiR : kufa : faþur : sint : kuþ : hialbi : sao(l)

## Översättning
I översättning till våra dagars svenska är följande vad runorna berättar:
"Rane(?) lade över Guve, sin fader. Gud hjälpe själen."